# JT-60
Le JT-60 (JAERI - Japan Atomic Energy Research Institute - Tokamak 60) est un tokamak installé au Japon depuis 1985, à l'Institut de la Fusion de Naka, ville de la préfecture d'Ibaraki située au nord de l’aéroport international de Narita.
Cette machine est pour l'essentiel contenue dans un cube de 16 mètres d'arête. Le tore dans lequel le plasma est chauffé a un diamètre minimal de 1 mètre et s'étend sur 2,4 mètres. Il contient 90 m3 de plasma soumis à un champ magnétique de 4 teslas fourni par des bobines supraconductrices. Ce réacteur est équivalent au JET européen.

## Résultats obtenus
Le JT 60 a permis la réalisation d'avancées significatives sur la voie de la fusion : un chauffage record des ions (520 millions de degrés) mais surtout un rendement de la réaction supérieur à 1 (1,05 dès 1996, soit 5 % d’énergie produite en plus de celle consommée par le fonctionnement du réacteur, valeur portée à 1,25 en 1998 pendant 1/100 de seconde).
Le 9 mai 2006, l'Agence japonaise de l'énergie atomique a annoncé que le JT-60 a réussi à maintenir un plasma pendant une durée record de 28,6 secondes.
Ce réacteur est le premier à avoir atteint le « break-even », point au-delà duquel l'énergie produite par fusion est supérieure à l'énergie consommée par le réacteur.

## Recherches
Les recherches actuelles au JT60 s’orientent vers une amélioration du rendement des opérations de fusion et, à la suite de la localisation d’ITER à Cadarache, le JT60 devrait recevoir des fonds afin d'être fortement modernisé et amélioré.
Son successeur supraconducteur, plus grand, est le JT60SA construit sur le site de Naka. La construction s’est achevée le 30 mars 2020, il aura fallu 15 années d'efforts pour finaliser ce tokamak. Le JT60SA a été conduit en partenariats entre l'Europe et le Japon, il est le plus grand tokamak au monde avant la mise en fonction d'ITER.

## Évolution JT-60U
Au cours des expériences sur plasma au deutérium (combustible D–D) en 1998, les conditions de plasma auraient atteint le seuil de rentabilité - le point où la puissance produite par les réactions de fusion est égale à la puissance fournie pour faire fonctionner la machine - si le combustible D–D avait été remplacé par un mélange 1:1 de deutérium et de tritium (combustible D – T). JT-60 n'a pas les installations nécessaires pour manipuler le tritium ; seul le tokamak JET au Royaume-Uni dispose de telles installations à partir de 2018. Dans la terminologie de la fusion nucléaire, le JT-60 a atteint des conditions qui, en D–T, auraient fourni un facteur de gain d'énergie de fusion (le rapport de la puissance de fusion à la puissance d'entrée) Q = 1,25,. Une réaction de fusion nucléaire autonome nécessiterait une valeur de Q supérieure à 5.
En 2005, des tuiles en acier ferritique (ferromagnétique) ont été installées dans l'enceinte à vide pour corriger la structure du champ magnétique et donc réduire la perte d'ions rapides,. Le 9 mai 2006, la JAEA a annoncé que le JT-60 avait atteint une durée de plasma de 28,6 secondes. Le JAEA a utilisé de nouvelles pièces dans le JT-60, ayant amélioré sa capacité à retenir le plasma dans son puissant champ magnétique toroïdal. Le futur objectif principal du JT-60 est de réaliser un fonctionnement en régime permanent à bêta élevé en utilisant de l'acier ferrique à radio-activation réduite dans un régime sans collision.

## Évolution JT-60SA
Il était prévu que le JT-60 soit démonté puis mis à niveau vers le modèle JT-60SA en ajoutant des bobines supraconductrices au niobium-titane d'ici 2010. Il est destiné à pouvoir fonctionner avec le même plasma de forme qu'ITER. Le solénoïde central utilisera du niobium-étain (en raison du champ magnétique plus élevé (9 Tesla)).
La construction du tokamak JT-60SA a officiellement commencé en 2013 et s'est achevée au printemps 2020. En mars 2021, il a créé un champ toroïdal tel qu'attendu, avec un courant de 25,7 kA.
Le 1er décembre 2023, le JT-60SA est inauguré et parvient à produire pendant dix secondes le plasma à une température de plus de 15 millions de degrés Celsius. Un volume record de 160 mètres cubes de plasma a été obtenu.